# Tiki

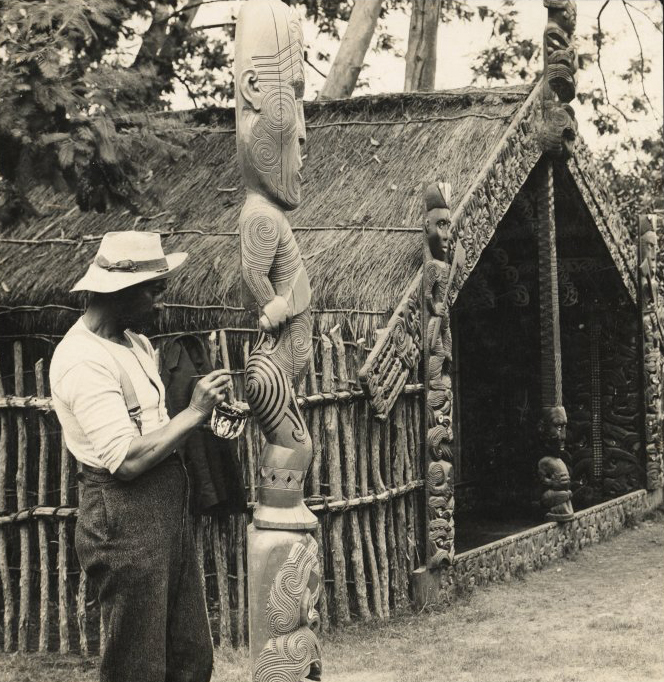
Um homem maori retoca a tatuagem pintada em um tiki entalhado(1905)

Tiki ou "Deus Tiki" é considerado um Deus da Polinésia ou uma representação física de uma figura ancestral polinésia, geralmente em pedra ou madeira. As lendas relacionadas a Tiki são muito marcantes no Havaí. Na época em que o Havaí foi colonizado pelos Maori, a Lenda de Tiki foi mesclada com elementos Maori e passou a ser representada de forma mais artística principalmente em pinturas corporais. Uma importante relação de Tiki com o homem se fazia através das "revelações de Tiki", que seriam os atos de "bravura", "sabedoria" ou "força", que além de serem considerados atos advindos de Tiki, eram também atos teomorfizados, pois acreditava-se em semideuses responsáveis por esses atos. Pode-se interpretar as "revelações de Tiki" como sendo também diferentes "personalidades de Tiki" ou de maneira literal considerando Força, Bravura e Sabedoria "filhos de Tiki". Algo muito interessante sobre Tiki ou sobre os Tikis é que o Deus era considerado simultaneamente como uma única unidade mas que se dividia em várias formas ou personalidades, sendo os 4 principais os tikis: Ku (guerra), Lono (paz e fertilidade), Kane(luz e vida), e Kanaloa (mar). 

## História
No antigo Havaí, a partir de vulcões cuspindo fogo e entre o todo poderoso de surf, antigos havaianos preenchiam sua terra maravilhosa e história com deuses Tiki. Antigos oráculos dos kahunas havaianos empoleirado em escarpas vulcânicas, esculpiam em madeira tikis espiando pela floresta, cavernas místicas. Ao longo de templos de sacrifício foram localizados entre as vilas e as ilhas havaianas muitas representações de Tiki. Eles eram adorados por meio do sacrifício humano, cânticos (por morte, riqueza ou de amor), orações, surf e rituais na lava. 

## Os quatro principais deuses Tiki
Ku - Antigo Tiki deus da guerra: 
Na mitologia havaiana Ku é um dos quatro grandes deuses, juntamente com os deuses antigos tiki, Kanaloa, Kane e Lono. Ele era o marido da deusa Hina (Beckwith 1970:12), sugerindo um dualismo complementar como o ku palavra na língua havaiana significa "em pé", enquanto um significado de "hina" é "caído". 
Ku é adorado sob vários nomes, incluindo Ku-moku ili-ka, o "Seizer da Terra" (uma pena-deus, guardião de Kamehameha). Rituais de seus sacrifícios humanos, que não fazia parte do culto dos outros deuses. Ku, Kane e Lono fez a luz brilhar em cima do mundo. Eles são incriado deuses que existiram desde a eternidade (Tregear 1891:540). 
Lono - Antigo Tiki deus da fertilidade e da Paz:
Na mitologia havaiana, Lono é um deus da fertilidade e da música que desceu à Terra em um arco-íris para se casar Laka.Nas tradições agrícolas e plantio, Lono era identificado com as plantas da chuva e dos alimentos. Ele foi um dos quatro deuses (com Ku, Kane, e seu irmão gêmeo Kanaloa) que existia antes que o mundo foi criado. Lono era também o deus da paz. Em sua homenagem, a grande festa anual do Makahiki foi realizada. Durante este período (de outubro a fevereiro), todo o trabalho desnecessário e guerra foi kapu (tabu). Esta é também a época de impostos, como os jogos olímpicos e, quando os chefes reagrupou suas forças (e organizou campanhas ironicamente). 
Kane - Antigo Tiki deus da Luz e Vida: 
Na mitologia havaiana, Kane Milohai é o pai dos deuses tiki Ka-moho-ali'i, Pelé (que ele exilado no Havaí), Kapo, Namaka e Hi'iaka de Haumea. Ele criou o céu, a terra e o céu superior e deu-Kumu Honua o jardim. Ele era dono de uma pequena concha que, quando colocado sobre as ondas do oceano, se transformou em um barco enorme. O usuário do barco tinha apenas para indicar o seu destino eo barco levou lá. Nas tradições agrícolas e plantio, Kane foi identificado com o sol. 
A palavra Kane sozinho significa "homem". Como uma força criativa, Kane foi o Pai celestial de todos os homens. Como ele era o pai de todos os seres vivos, era um símbolo da vida na natureza. 
Em muitos cantos e lendas do antigo Havaí, Kane está emparelhado com o Kanaloa deus, e é considerado um dos quatro grandes divindades havaiana junto com Kanaloa, Ku e Lono. 
Alternativamente, conhecido como Kane, Kane-Hekili ("Trovão" ou "quebra luz pelo céu"), Kane Hoalani. 
Kanaloa - Antigo Tiki deus do mar: 
Kanaloa é um dos quatro grandes deuses da mitologia havaiana, juntamente com Kane, Ku e Lono. Ele é a forma de uma divindade local, geralmente polinésia ligadas ao mar. Algumas divindades equivalentes a Kanaloa são Tangaroa na Nova Zelândia, Tagaloa em Samoa, e Ta'aroa no Taiti. 
Nas tradições do antigo Havaí,  é normalmente associado com Kane em lendas e cantos onde elas são retratadas como competências complementares (Beckwith 1970:62-65). Por exemplo: Kane foi chamado durante a construção de uma canoa, Kanaloa durante a navegação do mesmo; Kane governou o extremo norte da eclíptica, Kanaloa do Sul; pontos Kanaloa de torneiras escondidas molas, e Kane, em seguida, para fora. Desta forma, eles representam uma dualidade divina das forças selvagens e domesticação, como as observadas (por Georges Dumézil, et al.) Em indo-europeu principal deus-pares, como Odin e Tyr-Mitra-Varuna, e como o popular yin-yang do taoísmo chinês. 
Interpretações da Kanaloa como um deus do mal se opondo a Kane bom (uma leitura que desafia seus pares e invocações compartilhada devotos no antigo Havaí) é provavelmente o resultado de esforços missionários europeus para reformular as quatro principais divindades do Havaí na imagem da Trindade cristã além de Satanás.

## Os Filhos de Tiki
Força: Todos os tipos de manifestação relacionados à força eram consideradas advindas de Tiki e eram tidas como uma manifestação divina que poderia ser absorvida pelo homem. A "força" era materializada em um Deus, um "filho de tiki". O "Filho-Força" era representado por duas argolas negras paralelas chapadas, sendo a argola superior mais fina do que a inferior ou apenas por faixas negras paralelas com a mesma proporção. As pinturas de Força eram feitas em paredes, árvores e construções como forma de proteção mas principalmente em pinturas corporais. Antes de batalhas, os guerreiros faziam pinturas das argolas de Força (geralmente nos braços ou pernas).
Bravura: Todos os tipos de manifestação relacionados à bravura eram consideradas advindas de Tiki e eram tidas como uma manifestação divina que poderia ser absorvida pelo homem. A "bravura" era materializada em um Deus, um "filho de tiki". O "Filho-Bravura" era representado por uma argola negra chapada paralela à uma argola negra feita pelo desenho de ondas do mar contínuas, sendo a argola superior mais fina do que a inferior ou apenas por faixas negras paralelas com a mesma proporção e com os mesmos desenhos. As pinturas de Bravura eram feitas em paredes, árvores e construções como forma de proteção mas principalmente em pinturas corporais. Antes de partirem para grandes desafios, os locais havaianos faziam pinturas das argolas de Bravura (geralmente nas pernas ou braços).
Sabedoria: Todos os tipos de manifestação relacionados à sabedoria eram consideradas advindas de Tiki e eram tidas como uma manifestação divina que poderia ser absorvida pelo homem. A "sabedoria" era materializada em um Deus, um "filho de tiki". O "Filho-Sabedoria" era representado por uma argola negra chapada paralela à uma argola negra feita pelo desenho triângulos contínuas, sendo a argola superior mais fina do que a inferior ou apenas por faixas negras paralelas com a mesma proporção e com os mesmos desenhos. As pinturas de Sabedoria eram feitas em paredes, árvores e construções como forma de proteção mas principalmente em pinturas corporais. Muitos sábios e líderes havaianos utilizavam as pinturas das argolas de Sabedoria como uma benção (geralmente no rosto ou braços).